# Nick Gates
Pour les articles homonymes, voir Gates.
Nick Gates est un coureur cycliste australien, né le 10 mars 1972 à Sydney. Passé professionnel en 1996, il met un terme à sa carrière à la fin de la saison 2008. En 2011, il devient directeur sportif de l'équipe Saxo Bank-Sungard.

## Palmarès
- 1996
  -  Champion d'Australie sur route
  - Classement final du Pacific Power Bank Classic
  - Classement final du Commonwealth Bank Classic
- 1997
  - 1re étape du Tour de Tasmanie
- 1998
  - 12e étape du Commonwealth Bank Classic
- 1999
  - 3e étape du Tour du Japon

## Résultats sur les grands tours

### Tour de France
- 2003 : abandon (16e étape)
- 2004 : hors délai (1re étape)

### Tour d'Italie
- 2004 : 113e
- 2008 : 139e

### Tour d'Espagne
- 2005 : 120e